# Hoshi Yuji
Yuji Hoshi (星 雄次 (Tinh Hùng-Thứ) Hoshi Yūji, sinh ngày 27 tháng 7 năm 1992 ở Kanagawa) là một cầu thủ bóng đá người Nhật Bản thi đấu cho Oita Trinita.

## Thống kê câu lạc bộ
Cập nhật đến ngày 23 tháng 2 năm 2018.
| Thành tích câu lạc bộ | Thành tích câu lạc bộ | Thành tích câu lạc bộ | Giải vô địch | Giải vô địch | Cúp                   | Cúp                   | Tổng cộng | Tổng cộng |
| Mùa giải              | Câu lạc bộ            | Giải vô địch          | Số trận      | Bàn thắng    | Số trận               | Bàn thắng             | Số trận   | Bàn thắng |
| Nhật Bản              | Nhật Bản              | Nhật Bản              | Giải vô địch | Giải vô địch | Cúp Hoàng đế Nhật Bản | Cúp Hoàng đế Nhật Bản | Tổng cộng | Tổng cộng |
| --------------------- | --------------------- | --------------------- | ------------ | ------------ | --------------------- | --------------------- | --------- | --------- |
| 2015                  | Fukushima United FC   | J3 League             | 35           | 5            | 1                     | 0                     | 36        | 5         |
| 2016                  | Renofa Yamaguchi      | J2 League             | 30           | 4            | 3                     | 1                     | 33        | 5         |
| 2017                  | Renofa Yamaguchi      | J2 League             | 29           | 3            | 1                     | 0                     | 30        | 3         |
| Tổng cộng sự nghiệp   | Tổng cộng sự nghiệp   | Tổng cộng sự nghiệp   | 94           | 12           | 5                     | 1                     | 99        | 13        |